# Kedah
Kedah (Jawi:قدح, pop. 1,778,188) és un estat de Malàisia, localitzat al nord-oest de la Península de Malàisia. Té una extensió de 9,425 km², la major part zones de producció d'arròs, endemés de l'illa de Langkawi. Limita al nord amb Perlis i Tailàndia, i al sud amb Perak i Penang.
La capital de l'estat i capital reial és Alor Star. Altres ciutats importants són Sungai Petani, i Kulim a terra ferma, Kuah a Pulau Langkawi. Kedah es divideix en 11 districtes:- Baling, Bandar Baharu, Kota Setar, Kuala Muda, Kubang Pasu, Kulim, Pulau Langkawi, Padang Terap, Pendang, Sik, i Yan.
El nom honorífic àrab de Kedah és Darul Aman ("Residència de Pau").
La població de l'estat per grups ètnics el 2003 era: Malai (1,336,352), Xinès (252,987), hindi (122,911), no ciutadans (35,293), altres (27,532).

## Història
Trobem per primer cop una referència a l'antiga Kedah en un poema tàmil titulat Paṭṭiṉappālai, escrit a finals del segle ii. Es descrivien les mercaderies de Kadaram "amuntegades als estrets carrers" de la capital Chola. A més de Kadaram, Kedah fou coneguda amb diferents noms durant les diverses èpoques de la literatura índia; Kataha-Nagara (en el drama Kaumudi Mahotsava), Anda-Kataha (a l'Agni Purana), Kataha-Dvipa (al Samarāiccakahā), i Kataha (al Kathasaritsagara). A la literatura de l'Orient Mitjà, l'antiga Kedah era coneguda com a Qilah per Ibn Khurradàdhbih al Kitāb al Masālik w’al Mamālik, Kalah-Bar per Suleyman Siraf i Abu Zaid al Hassan a Silsilat-al-Tawarikh (Viatges a Àsia), i Kalah per Abu-Dulaf Misa'r Ibn Muhalhil a Al-Risalah al-thaniyah. El famós monjo budista de l'època de la Dinastia Tang, Yi Jing que va visitar l'arxipèlag malai entre els anys 688-695, també va mencionar un regne conegut com a Ka-Cha en la part del nord de la península malaia, segons el qual hi havia 30 dies de navegació des de Bogha (Palembang), la capital de Sribogha (Srivijaya).
El 878 es va produir una rebel·lió de camperols a la Xina en temps de l'emperador Tang Hi Tsung (878-889) i milers de comerciants musulmans establerts a Canton (entre 120.000 i 200.000 segons Masudi) foren massacrats; els que van sobreviure van emigrar al sud i es van instal·lar a Kedah, que en els anys següents fou el centre del comerç musulmà amb la Xina.

## Districtes
- Kota Star
- Baling
- Sungai Petani
- Padang Terap
- Kubang Pasu

## Personatges il·lustres
- Tunku Abdul Rahman
- Mahathir bin Mohamad